# گلستان (گوله)
گلستان (به ترکی استانبولی: Gülistan) یک منطقهٔ مسکونی در ترکیه است که در گوله (شهر) واقع شده‌است.